# Juncus hybridus
Juncus hybridus là một loài thực vật có hoa trong họ Juncaceae. Loài này được Brot. mô tả khoa học đầu tiên năm 1804.